# Ménade de Escopas
La Ménade Danzante o Ménade Furiosa es una escultura hecha en mármol de Paros por el escultor griego Escopas. La obra sigue el estilo patético (pathos) característico de su autor y se enmarca dentro de la escultura griega del clasicismo tardío. Su creación data en torno al 330 a. C.; aunque la pieza que se conserva en la actualidad es una copia romana. La escultura se encuentra en las Colecciones Estatales de Arte de Dresde, en el Museo Albertinum.

## Contexto

### Grecia en la época Clásica
La etapa clásica de la Historia de Grecia se enmarca entre el S.V y el S. IV a.C. Concretamente se delimita entre la revuelta jónica del año 499 a. C. y la conquista de Grecia por parte de Alejandro Magno, en torno al 336 a. C.. Es una etapa caracterizada por el esplendor político y cultural de la polis griega. Muchas de las ciudades adoptaron la democracia como forma de gobierno, alcanzando este sistema su máxima expresión en Atenas. Esta ciudad fue gobernada por dirigentes como Temístocles, Cimón y Pericles; quienes la enriquecieron y convirtieron en el centro de Grecia, como ejemplifica el importante papel de Atenas en la creación y gobierno de la Liga de Delos. Sin embargo, ciudades como Esparta continuaron con un gobierno oligárquico formado por una minoría; aunque también organizaron su área de influencia en torno a la Liga del Peloponeso. 
Los hitos históricos que destacan en estos dos siglos son dos grandes guerras: las guerras médicas y la guerra del Peloponeso. Las guerras médicas (500-479 a. C.) enfrentaron a los Persas (llamados medos por los griegos) contra Atenas y sus aliados; la amenaza persa quedará derrotada definitivamente en la Batalla de Platea. Después, en Grecia, se dan cincuenta años de paz conocidos como la Pentecontecia (480 a. C.-433 a. C.), que son considerados la Edad de Oro de Grecia. 
Atenas se convertirá en la ciudad más importante y su rivalidad con Esparta marcará toda la política de la época. Finalmente, las tensiones entre la Liga de Delos (Atenas) y la Liga del Peloponeso (Esparta) estallará en la guerra del Peloponeso (431-404 a. C.). Fue una guerra que movilizó a todo el mundo griego en dos bandos y cuyo resultado fue una Grecia devastada, donde queda latente el fracaso del sistema de polis. La supremacía naval de Atenas fue derrotada por Esparta en la Batalla de Egospótamos. Esparta se consolida como máximo poder durante unos años; sin embargo, los estragos y la crisis que provocó la guerra del Peloponeso impiden que exista una ciudad lo suficientemente fuerte para liderar el conglomerado de ciudades griegas.
En este contexto, el Reino de Macedonia, una excepción dentro del mundo griego por su necesidad de gobernar con el apoyo de tribus de las montañas, se erige como líder. La expansión comienza con Filipo II, pero el culmen se produce cuando su hijo Alejandro Magno accede al trono y da paso a la Época Helenística.

### Escultura griegaposclásica o del clasicismo tardío
El contexto político, económico y social influye profundamente en el Arte Griego Posclásico. Los artistas se impregnan de un contexto de transición e incertidumbre, en el que Atenas ha perdido la preeminencia dentro del mundo griego y el sistema de polis está en crisis. Al igual que el sistema político, los postulados filosóficos y los cánones estéticos se transforman. Se abandona el ideal platónico en la filosofía y surgen nuevas formas de pensamiento como el Estoicismo o el Hedonismo.
La sociedad comienza a cuestionar los principios establecidos y se pone en duda que la idea de belleza impuesta en el periodo clásico fuese la única verdad. En el arte se rompe con el canon de perfección matemática y el ideal de representación clásico. El canon clásico “objetivo” impuesto por Fidias y Polícleto se transforma en algo más subjetivo. Se utilizará la misma perfección técnica para representar temas y formas nuevas, dejando paso al mundo de las pasiones en un intento por aumentar la verosimilitud y el realismo de las obras.
El material utilizado en esta época es el mármol (pintado o no). Se altera la proporción de las figuras, los cuerpos son más estilizados y las cabezas más pequeñas; frente al canon de 1 es a 7 que había creado Polícleto, se impone el 1 es a 8 de Praxíteles. Se abre paso el culto a nuevos dioses y estos son representados de un modo más humano, captados en actitudes cotidianas. Se vuelve a utilizar a Dioniso o dioses similares, ya que son más permisivos con la sociedad (frente a los dioses vengadores y justicieros de la época anterior). El objetivo fundamental del Arte en este periodo es convencer a la población de que los dioses no son tan diferentes a ellos. Consecuentemente, los nuevos temas principales serán las personificaciones de emociones o pasiones abstractas como el amor, la victoria, la ira, etc.. 

## Autoría
El autor de esta obra es Escopas, un escultor griego nacido en la isla de Paros, en el archipiélago de las Cícladas, alrededor del 380 a. C. Dado su lugar de origen, casi la totalidad de su obra está esculpida sobre el mármol extraído de las canteras de su isla natal; conocido como mármol de Paros. Escopas será el creador de la conocida como escultura patética (pathos) caracterizada por situar lo emocional por encima de lo físico. Este estilo se contrapone y complementa al perfeccionismo, definición y delicadeza de las obras clásicas; por ello, es considerado la tercera gran figura del arte griego tardío o posclásico, junto a Praxíteles y Lisipo. Su estilo representa las pasiones más violentas y carnales; personificadas a través de la torsión, el movimiento convulso y rostros que reflejan el patetismo a través de ojos hundidos y bocas entreabiertas. Es decir, otorga a sus obras la condición humana a través del dramatismo del dolor, del sufrimiento o del éxtasis. 
Gracias al testimonio de cronistas clásicos como Pausanias o Plinio el Viejo sabemos que trabajó en grandes construcciones dentro de la historia del arte griego: el Mausoleo de Halicarnaso, el Templo de Artemisa de Éfeso y el Templo de Atenea Alea en Tegea (Arcadia). En el primero se ocupó particularmente de los bajorrelieves y la escultura del lado este de la estructura. Sin embargo, su mayor hazaña quedó reflejada en los frontones del Templo de Atenea; en uno de ellos aparece representada la lucha entre Aquiles y Télefo, y en el otro la cacería del jabalí de Calidón.

## Análisis de la obra

### Análisis formal

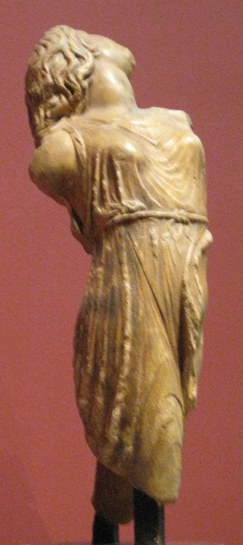
Perfil izquierdo de la Ménade furiosa o ménade danzante de Escopas (330 a. C.).

La Ménade Furiosa o Danzante que se conserva en el Museo Albertinum de Dresde es una copia romana de la escultura de Escopas. Es una escultura de bulto redondo, exenta y esculpida en mármol a través de la técnica de la talla (extracción). Se trata de una figura femenina originalmente de cuerpo completo; aunque su conservación es incompleta y deteriorada. Aparece con las piernas y brazos mutilados; así como, sin el puñal y sin el cabrito sacrificado que llevaría la Ménade a hombros. 
La composición de la obra rompe con los ejes armónicos tradicionales para crear una estructura compositiva abierta concebida para ser observada de perfil. Es decir, Escopas se aleja del canon frontal, para crear una escultura cuya máxima expresión se obtiene al ser observada de perfil o en diagonal. 
Desde el lado se aprecia la curva que se genera en el cuerpo de la mujer desde la pierna izquierda hasta la cabeza echada hacia atrás todo lo que la fisionomía humana permite. La pierna derecha adelantada hace que el vestido se pegue al cuerpo de la mujer dejando entrever su cadera prominente. El autor utilizó la técnica de paños mojados para representar un conocimiento perfecto de la anatomía femenina; reflejado en la forma en la que la túnica se ciñe a los pechos de la escultura. A esto, se suma el juego de contrastes entre luces y sombras conseguido por Escopas gracias a las diferentes profundidades en los pliegues y a la técnica del trepanado para los rizos del cabello.

### Análisis iconográfico

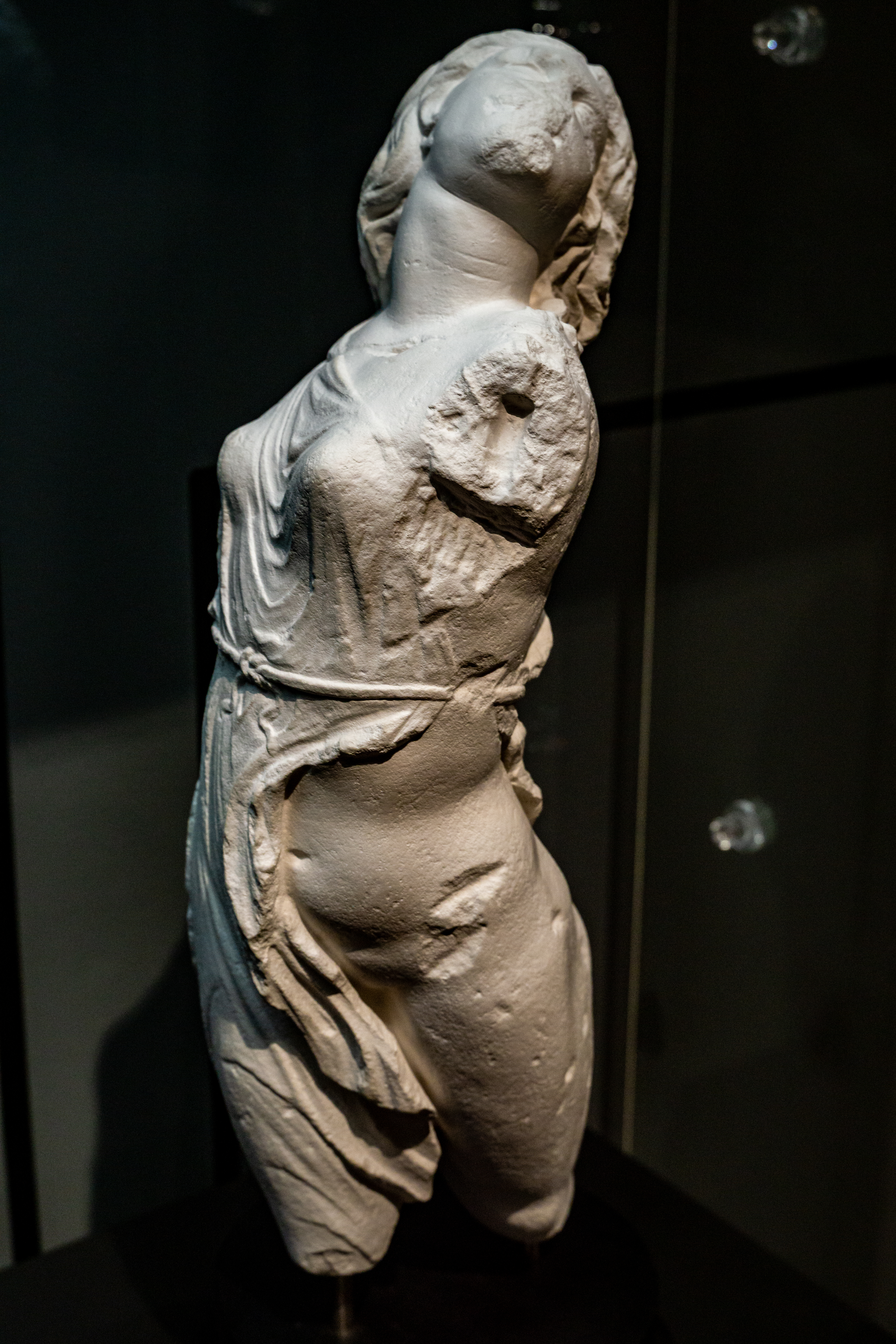
Perfil derecho de la Ménade danzante de Escopas (330 a. C.)

La escultura es de temática mitológica, dado que el autor pretende representar a una ménade en un momento de éxtasis durante la celebración de un rito dionisiaco, generalmente provocado por el abundante consumo de vino. Las ménades eran las mujeres encargadas del culto al dios Dioniso, de los sacrificios y desenfrenados bailes en su honor. Escopas representa el cuerpo delirante de una mujer, en mitad de un baile enloquecido. La torsión completa del cuerpo, junto con el contraste de luz entre los pliegues del ropaje o del pelo frente a la piel lisa y pulida consiguen generar una sensación de movimiento intenso, convulso y contorsionado. La expresión del cuerpo, junto a la del rostro (con la mirada perdida en el cielo y los labios entreabiertos) muestran el estado orgiástico y de abandono de lo racional para pasar al mundo de la emoción plena. La sensualidad y el erotismo se apoderan de la figura gracias a laos detalles del cuerpo femenino que la técnica de los paños mojados deja entrever.
Lo que la Ménade Danzante o Furiosa pretende representar es el frenesí descontrolado de estas fiestas. Es una obra naturalista que se aleja del idealismo clásico tanto en lo material como en lo simbólico. Rompe el canon y la composición; abandona la serenidad, para ofrecer una expresión casi teatral. Pero también presenta el culto a dioses más “carnales” y simboliza nuevas ideas. Escopas pretende personificar en esta mujer la parte más irracional del ser humano, aquellas emociones que atormentan su existencia; deja de lado los estados del alma para mostrar la pasión más violenta. 
Se trata de una representación transgresora tanto desde el punto de vista artístico como desde la concepción social de la mujer. La obra simboliza a la perfección la transición desde el arte perfecto e ideal de la época clásica hacia el arte helenístico, basado en la expresividad, el dramatismo y el movimiento. Pero además, representa a una mujer real en un estado inaceptable dentro de la sociedad griega. Con el cabello suelto, semidesnuda y dejándose caer por completo en las manos del dios Baco (nombre romano para Dioniso).  
Sobre la obra de Escopas, dice Calístrato en su Descripción de una Bacante que:  
“Era de verse, como aun siendo dura, se ablandaba hasta la representación de lo femenino, pero con vigor que corregía la feminidad y careciendo de la facultad de moverse, sabía abandonarse al delirio báquico y acompañar en su danza al dios que, desde dentro, la animaba”.

## Otras obras de Escopas
- El Meleagro de Escopas; Museo Pío-Clementino, Roma.
- Estatuas de Asclepio e Higía en el templo de Asclepio en Gortina, en Arcadia.
- Dos Erinias del templo de las Augustas Diosas en Atenas;
- Un Heracles en Sición;
- Un Apolo en Ramnunte, que se encontrará en el templo de Apolo en el Palatino, en Roma.
- Cacería del jabalí de Calidón y la Lucha entre Aquiles y Télefo en los frisos del Templo de Atenea Alea en Tegea.
- Estela funeraria ática; Museo Arqueológico Nacional de Atenas.
- Cabeza femenina de la Diosa Higía proveniente de Tegea en la Arcadia; Museo Arqueológico Nacional de Atenas.
- Estatua de Pothos;  Albani, Museos Capitolinos, Palazzo Nuovo, Roma.
- Pothos que estaba en el templo de Afrodita en Megara; Museo del Louvre, París, Francia.